# صموئيل غرافسون
كان صموئيل جريفسون (1868-1957)، طباعاً وجامع طوابع بريطانيًا، أُضيف إلى قائمة هواة جمع الطوابع المتميزين عام 1948.
كان جريفسون متخصصًا في تاريخ البريد البريطاني، ومحررًا لنشرة جمعية تاريخ البريد من عام 1936 إلى عام 1947.

## من مؤلفاته
- Ocean Penny Post.